# اقلیم معتدله نیمه‌مرطوب

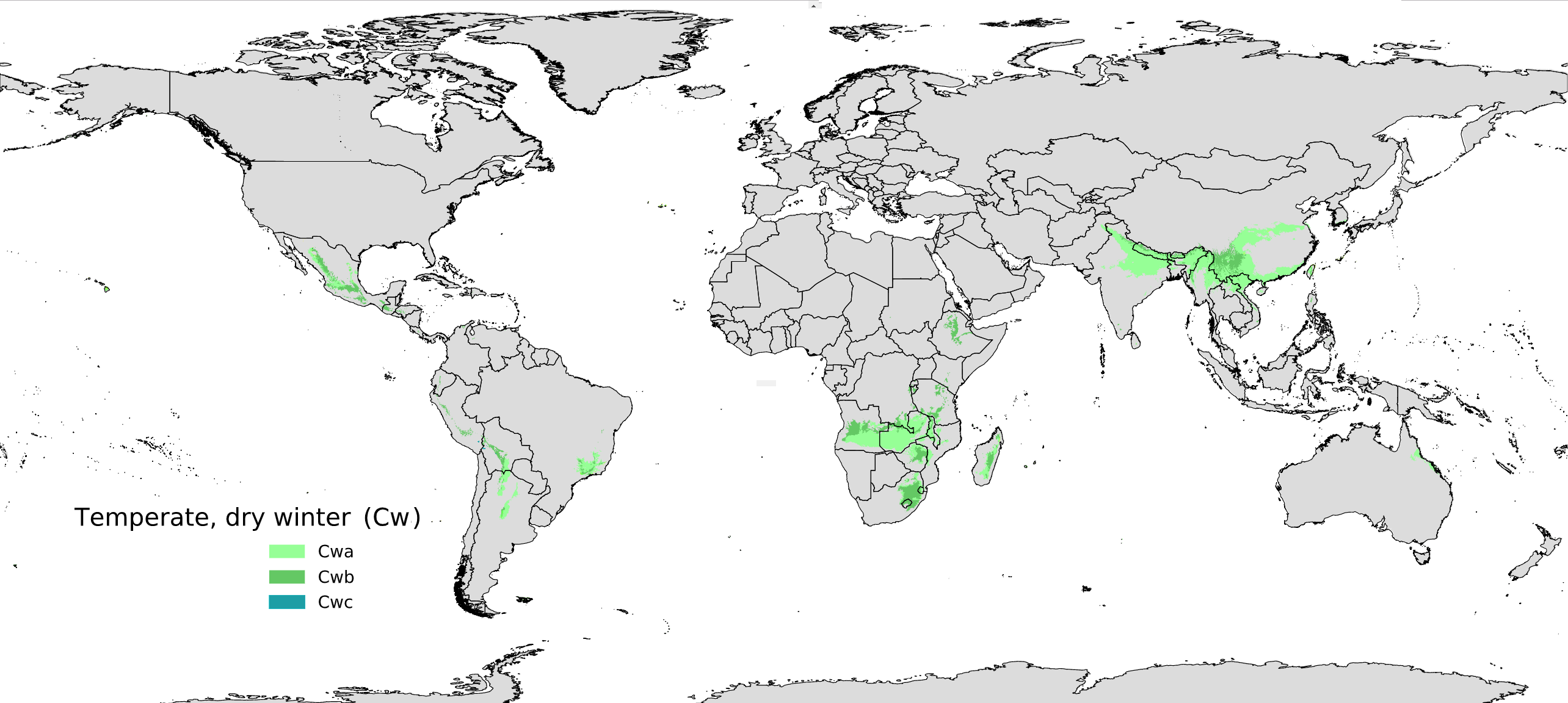
پراکندگی اقلیم معتدله نیمه‌مرطوب در جهان.

اقلیم معتدله نیمه‌مرطوب (انگلیسی: Subhumid temperate climate) که  آب و هوای خشک و مرطوب معتدل و اقلیم معتدله موسمی نیز نامیده می‌شود، در سامانه طبقه‌بندی اقلیمی کوپن با Cw مشخص می‌شود و نشان‌دهنده نوعی زیرگونه از اقلیم معتدل زمستان خشک و تابستان مرطوب است که تحت تأثیر باران‌های موسمی است. در بیشتر موارد، این آب و هوا در مناطق مرتفع وجود دارد.
این نوع اقلیم به نوسانات منطقه همگرایی درون‌حاره‌ای بستگی دارد که باعث انتقال رطوبت و دما به هر نیم‌کره می‌شود.

## زیرگونه‌ها

### اقلیم نیمه‌حاره‌ای موسمی (Cwa)
این نوع اقلیم که به نام اقلیم نیمه‌حاره‌ای نیمه‌مرطوب نیز شناخته می‌شود، توزیع فصلی قوی و تابستان‌های داغ دارد و تحت تأثیر اقلیم گرمسیری به‌ویژه اقلیم گرم‌دشت حاره‌ای (Aw) است. این اقلیم به‌طور گسترده در جنوب و جنوب شرق آسیا به‌ویژه هند، میانمار و نپال و نیز در جنوب آفریقا، زامبیا و آنگولا دیده می‌شود. این اقلیم همچنین در آمریکای جنوبی، بخش‌های منفردی از بولیوی، برزیل و آرژانتین نیز یافت می‌شود. اقلیم نیمه‌حاره‌ای نیمه‌مرطوب در بخش‌هایی از کوهسارهای حاره‌ای ایالت سائو پائولو، ماتوگروسو جنوبی و در نزدیکی کوه‌های آند در شمال‌غربی آرژانتین نیز دیده می‌شود. دمای تابستانی این مناطق کوهساری به اندازه کافی گرم است که خارج از طبقه‌بندی اقلیم کوهساری نیمه‌حاره‌ای (Cfa) قرار گیرد.

### اقلیم معتدله نیمه‌مرطوب کوهساری (Cwb)

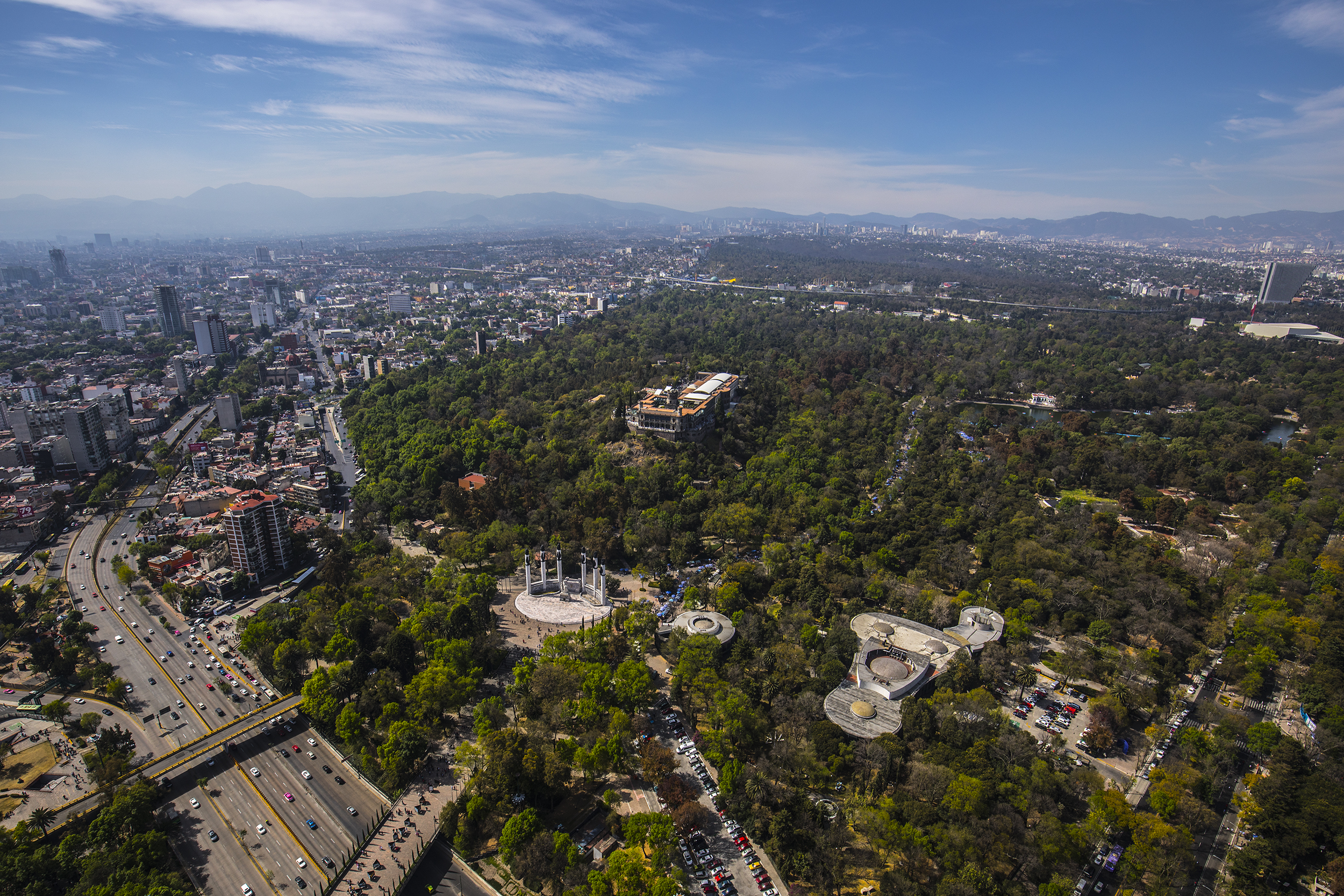
مکزیکوسیتی اقلیم معتدله نیمه‌مرطوب کوهساری (Cwb) دارد.

این اقلیم فقط در نقاط مرتفع واقع در مناطق حاره‌ای یا نیمه‌حاره‌ای جود دارد، اگرچه معمولاً در مناطق کوهستانی برخی از کشورهای حاره‌ای یافت می‌شود. با وجود عرض جغرافیایی پایین، ارتفاعات بالاتر این مناطق به این معنی است که اقلیم این مناطق دارای ویژگی‌های مشترک با اقلیم‌های اقیانوسی است، اگرچه می‌تواند هوای خشک‌تری را در طول فصل «زمستان» با آفتاب کمتر تجربه کند و معمولاً زمستان‌های گرم تری نسبت به اکثر اقلیم‌های اقیانوسی دارد.
اقلیم‌های کوهساری نیمه‌حاره‌ای در مکان‌های خارج از مناطق حاره، غیر از روند خشک فصل زمستان، در دیگر ویژگی‌ها مانند تابستان‌های معتدل و زمستان‌های خنک‌تر و علاوه بر آن، دریافت مقداری برف در برخی موارد، اساساً با آب و هوای اقیانوسی شباهت دارند. در مناطق حاره، اقلیم کوهساری نیمه‌حاره‌ای، معمولاً در تمام طول سال دارای آب و هوای بهاری است. دما در این مناطق در طول سال نسبتاً ثابت مانده و بارش برف به ندرت دیده می‌شود.
مناطق با این ویژگی اقلیمی، میانگین دمای ماهانه زیر ۲۲ درجه سلسیوس (۷۲ درجه فارنهایت) اما بالاتر از −۳ درجه سلسیوس (۲۷ درجه فارنهایت) (یا ۰ درجه سلسیوس (۳۲ درجه فارنهایت) بر پایه استانداردهای آمریکایی) دارند. میانگین دمای حداقل یک ماه کمتر از ۱۸ درجه سلسیوس (۶۴ درجه فارنهایت) است. بدون وجود ارتفاعات و کوهسارها، بسیاری از این مناطق احتمالاً اقلیم حاره‌ای یا اقلیم نیمه‌حاره‌ای مرطوب داشتند.
این نوع اقلیم در بخش‌هایی از شرق، جنوب و جنوب شرقی آفریقا دیده می‌شود. قسمت‌های داخلی جنوب آفریقا و بخش‌های مرتفع شرق آفریقا تا شمال اتیوپی و از غرب آفریقا (منطقه غربی کامرون) تا جنوب غربی ارتفاعات آنگولا نیز دارای این نوع اقلیم هستند. مناطق اطلس بزرگ، برخی از مناطق کوهستانی در سراسر جنوب اروپا، بخش‌های کوهستانی آمریکای شمالی، شامل بخش‌هایی از جنوب رشته‌کوه آپالاش، آمریکای مرکزی و بخش‌هایی از آمریکای جنوبی، آندهای پرو و بولیوی و ایالت‌های میناز ژرایس، ریو گرانده جنوبی، سانتا کاتارینا، پارانا، سائو پائولو، ریو دو ژانیرو و اسپیریتو سانتو در برزیل، بخش بزرگی از یون‌نان و مناطق کوهستانی در آسیای جنوب شرقی، بخش‌هایی از هیمالیا و سری‌لانکا و بخش‌هایی از جزایر مائوئی و هاوایی نیز دارای این نوع اقلیم هستند.

### اقلیم معتدله نیمه‌مرطوب جنب‌قطبی (Cwc)
این اقلیم نوعی آب و هوای نیمه‌کوهستانی است که فقط در دشت‌های کوهستانی مرتفع آند در بولیوی و پرو در ارتفاع ۳۲۰۰ تا ۴۰۰۰ متری وجود دارد. این نوع اقلیم، گذار بین اقلیم معتدله نیمه‌مرطوب کوهساری (Cwb) و اقلیم آلپی (ETH) به‌شمار می‌رود.